# Константиновский район (Ростовская область)
Константи́новский райо́н — административно-территориальная единица (район) и муниципальное образование (муниципальный район) в составе Ростовской области Российской Федерации.
Районный центр — город Константиновск. Расстояние до Ростова-на-Дону — 169 км.

## История
Константиновский район образован в 1924 году на основании Постановления Президиума ВЦИК от 2 июня 1924 года. В 1929 году к нему присоединена территория Семикаракорского района, в 1937 году — Старо-Кузнецовского сельсовета Новочеркасского района. В 1935 году район разукрупнён. В 1956 году в него включена территория упразднённого Николаевского района, а в 1963 году — Раздорского района. В 1965 году территория Раздорского района была передана Усть-Донецкому району.
История Константиновского района связана с именем народного героя Степана Разина: выше станицы Константиновской по течению Дона в Кагальницком городке он жил, здесь же был схвачен и увезён в Москву.

## География
Константиновский район расположен в центральной части Ростовской области. На севере он граничит с Белокалитвинским и Тацинским, на востоке — с Цимлянским и Морозовским, на юге — с Семикаракорским, на западе — с Усть-Донецким районами области.
Протяжённость с севера на юг — 50 км, с запада на восток — 60 км. Площадь территории — 2197 км².
По южной границе района с востока на запад протекает судоходная река Дон, а на западной границе — судоходная река Северский Донец. Территория района представляет собой безлесую степь, пересечённую балками, обрывающимися к реке Дон.
На территории района имеются полезные ископаемые: бутовый камень, известняк, встречаются залежи угля, глины, песка.

### Климат
Климат умеренно континентальный. Территория района подвержена влиянию различных неблагоприятных метеорологических явлений — засухи, суховеи, пыльные бури.

### Гидрография
Главной водной артерией является Дон. Самый крупный его приток — река Северский Донец. Через весь район протекает река Кагальник, образуя частые протоки и старицы. С севера на запад течёт степная речка Белая, впадает она в реку Кагальник.

## Административное деление
В состав Константиновского района входят 1 городское и 6 сельских поселений:
1. Авиловское сельское поселение (хутор Авилов; хутор Нижнежуравский)
2. Богоявленское сельское поселение (станица Богоявленская; хутор Камышный; хутор Кастырский; хутор Упраздно-Кагальницкий)
3. Гапкинское сельское поселение (хутор Гапкин; хутор Лисичкин; хутор Новая Жизнь; хутор Савельев; посёлок Холмистый)
4. Константиновское городское поселение (город Константиновск; хутор Ведерников; хутор Костино-Горский; хутор Михайловский; хутор Старозолотовский; хутор Хрящевский)
5. Николаевское сельское поселение (станица Николаевская; хутор Белянский; хутор Горский; станица Мариинская; хутор Правда; хутор Старая Станица; хутор Суворов)
6. Почтовское сельское поселение (хутор Почтовый; хутор Базки; хутор Верхнекалинов; хутор Верхнепотапов; хутор Каменно-Бродский; хутор Кременской; хутор Крюков; хутор Нижнекалинов; хутор Нижнепотапов; хутор Трофимов)
7. Стычновское сельское поселение (посёлок Стычновский; посёлок Белоковыльный; хутор Вифлянцев; хутор Ермилов; хутор Кондаков; хутор Кухтачев; посёлок Новострепетный; посёлок Отноженский; посёлок Старовязовский)

### Населённые пункты
| №  | Название              | Статус  | Поселение                            | Население |
| -- | --------------------- | ------- | ------------------------------------ | --------- |
| 1  | Авилов                | Хутор   | Авиловское сельское поселение        |           |
| 2  | Базки                 | Хутор   | Почтовское сельское поселение        |           |
| 3  | Белоковыльный         | Посёлок | Стычновское сельское поселение       |           |
| 4  | Белянский             | Хутор   | Николаевское сельское поселение      |           |
| 5  | Богоявленская         | Станица | Богоявленское сельское поселение     |           |
| 6  | Ведерников            | Хутор   | Константиновское городское поселение |           |
| 7  | Верхнекалинов         | Хутор   | Почтовское сельское поселение        |           |
| 8  | Верхнепотапов         | Хутор   | Почтовское сельское поселение        |           |
| 9  | Вифлянцев             | Хутор   | Стычновское сельское поселение       |           |
| 10 | Гапкин                | Хутор   | Гапкинское сельское поселение        |           |
| 11 | Горский               | Хутор   | Николаевское сельское поселение      |           |
| 12 | Ермилов               | Хутор   | Стычновское сельское поселение       |           |
| 13 | Каменно-Бродский      | Хутор   | Почтовское сельское поселение        |           |
| 14 | Камышный              | Хутор   | Богоявленское сельское поселение     |           |
| 15 | Кастырский            | Хутор   | Богоявленское сельское поселение     |           |
| 16 | Кондаков              | Хутор   | Стычновское сельское поселение       |           |
| 17 | Константиновск        | Город   | Константиновское городское поселение |           |
| 18 | Костино-Горский       | Хутор   | Константиновское городское поселение |           |
| 19 | Кременской            | Хутор   | Почтовское сельское поселение        |           |
| 20 | Крюков                | Хутор   | Почтовское сельское поселение        |           |
| 21 | Кухтачев              | Хутор   | Стычновское сельское поселение       |           |
| 22 | Лисичкин              | Хутор   | Гапкинское сельское поселение        |           |
| 23 | Мариинская            | Станица | Николаевское сельское поселение      |           |
| 24 | Михайловский          | Хутор   | Константиновское городское поселение |           |
| 25 | Нижнежуравский        | Хутор   | Авиловское сельское поселение        |           |
| 26 | Нижнекалинов          | Хутор   | Почтовское сельское поселение        |           |
| 27 | Нижнепотапов          | Хутор   | Почтовское сельское поселение        |           |
| 28 | Николаевская          | Станица | Николаевское сельское поселение      |           |
| 29 | Новая Жизнь           | Хутор   | Гапкинское сельское поселение        |           |
| 30 | Новострепетный        | Посёлок | Стычновское сельское поселение       |           |
| 31 | Отноженский           | Посёлок | Стычновское сельское поселение       |           |
| 32 | Почтовый              | Хутор   | Почтовское сельское поселение        |           |
| 33 | Правда                | Хутор   | Николаевское сельское поселение      |           |
| 34 | Савельев              | Хутор   | Гапкинское сельское поселение        |           |
| 35 | Старая Станица        | Хутор   | Николаевское сельское поселение      |           |
| 36 | Старовязовский        | Посёлок | Стычновское сельское поселение       |           |
| 37 | Старозолотовский      | Хутор   | Константиновское городское поселение |           |
| 38 | Стычновский           | Посёлок | Стычновское сельское поселение       |           |
| 39 | Суворов               | Хутор   | Николаевское сельское поселение      |           |
| 40 | Трофимов              | Хутор   | Почтовское сельское поселение        |           |
| 41 | Упраздно-Кагальницкий | Хутор   | Богоявленское сельское поселение     |           |
| 42 | Холмистый             | Посёлок | Гапкинское сельское поселение        |           |
| 43 | Хрящевский            | Хутор   | Константиновское городское поселение |           |

## Население
| 2002    | 2009    | 2010    | 2011    | 2012    | 2013    | 2014    | 2015    | 2016    |
| ------- | ------- | ------- | ------- | ------- | ------- | ------- | ------- | ------- |
| 36 595  | ↘35 379 | ↘33 159 | ↘33 085 | ↘32 865 | ↘32 676 | ↘32 315 | ↘32 044 | ↘31 791 |
| 2017    | 2018    | 2019    | 2020    | 2021    |         |         |         |         |
| ↘31 557 | ↘31 181 | ↘30 878 | ↘30 486 | ↗30 952 |         |         |         |         |

Национальный состав
По итогам переписи населения 2020 года проживали следующие национальности (национальности менее 0,1 % и другое см. в сноске к строке «Другие»):
| Национальность | Численность, чел. | Доля     |
| -------------- | ----------------- | -------- |
| Русские        | 28 990            | 95,46 %  |
| Армяне         | 393               | 1,29 %   |
| Украинцы       | 146               | 0,48 %   |
| Цыгане         | 92                | 0,30 %   |
| Азербайджанцы  | 73                | 0,24 %   |
| Турки          | 59                | 0,19 %   |
| Греки          | 53                | 0,17 %   |
| Лезгины        | 47                | 0,15 %   |
| Чеченцы        | 46                | 0,15 %   |
| Молдаване      | 34                | 0,11 %   |
| Другие         | 437               | 1,46 %   |
| Итого          | 30 370            | 100,00 % |

## Экономика
Константиновский район — сельскохозяйственный. В нём развиты только зерноводство, виноградарство, животноводство.

## Достопримечательности
- Памятная плита Герою Советского Союза генерал-лейтенанту Свиридову Александру Андреевичу в станице Николаевская. Свиридов А. А. служил командиром разведывательного батальона 164-й стрелковой дивизии. Участвовал воевал в Западной Белоруссии в 1939 году, в боях в Приладожской Карелии во время советско-финской войны 1939—1940 годов, воевал на Южном, Сталинградском, Донском, Юго-Западном, снова Южном, 4-м и 3-м Украинских, 1-м, и 3-м Белорусских, 1-м Украинском фронтах. В боях был контужен.
- Покровская церковь (1912) в Константиновске.
- Памятник неизвестному советскому летчику в Парке десантников в Константиновске.
- Михайло-Архангельская церковь[18] в Константиновске.
- Особняк Сивякова в Константиновске имеет необычный архитектурный облик.[19] В 1906 году купец Н. И. Сивяков, один из самых богатых людей станицы, на берегу реки Дон возвел особняк в стиле «модерн» с элементами «псевдо-готики».
- Торговый дом Плотникова.  Большинство архитектурных памятников Константиновска построены в стиле эклектика. Примером этого архитектурного стиля является здание на пересечении улиц 25 Октября и Ленина, торговый дом, принадлежавший в начале XX века купцу Плотникову. Здание является памятником архитектуры (Приказ ГУ Обл. инспекц. от 31.12.2002 г. № 124).
- Дом купца Панченко расположен на пересечении улиц 25 Октября и Карташова города Константиновска. Возведен в 1910 году. На первом этаже дома размещалась аптека Валентиновича, на втором этаже находилось женское реальное училище. Здание является памятником архитектуры (Приказ ГУ Обл. инспекц. от 31.12.2002 г. № 124).
- Дом  писателя Константина Андреевича Тренёва.  Сюда приезжал журналист Тренёв в творческие командировки или на отдых. Здесь Тренев написал рассказы: «В станице», «По тихой воде», «В родном углу», «Святки», «Вечная любовь» и другие. Дом настоятеля Николаевского храма Иоанна Сокольского, возведенный в 1885 году, является памятником истории (Приказ ГУ Обл. инспекц. от 31.12.2002 г. № 124). К 100-летию писателя Тренёва на доме, где жил писатель установлена мемориальная доска.

## Археология
- Нижнепалеолитические местонахождения Хрящи и Михайловское, расположенные в устье Северского Донца на Нижнем Дону, близки к клектонским индустриям Англии и Германии[20].
- У хутора Кременского Константиновского района находится многослойная стоянка Бирючья балка 2, которая была обитаема в  верхнем палеолите 44—26 тыс. лет назад[21].
- Однослойное энеолитическое поселение Константиновское-на-Дону, включающее в себя элементы хвалынско-среднестоговской культурно-исторической общности, новоданиловской группы, предмайкопских поселений, «майкопской» керамики[22]. Константиновское захоронение имеет сходство с погребением Малого кургана у поселения Кямил-Тепе в Мильско-Карабахской степи в Азербайджане[23].
- В Константиновском районе расположено средневековое Золотовское городище касогов и славян.